# Soubré
Soubré ist eine Stadt im gleichnamigen Département im Distrikt Bas-Sassandra im mittleren Südwesten der Elfenbeinküste.
Die Stadt mit 175.163 Einwohnern (Zensus 2014) hat eine starke Bevölkerungszunahme zu verzeichnen. Sie liegt am Fluss Sassandra. In der Gegend wird vor allem Kakao und Kaffee angebaut.
| Jahr      | 1975  | 1988   | 2010    |
| --------- | ----- | ------ | ------- |
| Einwohner | 7.016 | 33.162 | 104.326 |

Nachbarstädte sind Gagnoa im Osten, Duékoué im Westen, Man im Norden und Sassandra im Süden.
Gesprochen wird neben Französisch Dioula, Verkehrssprache ist aber Bété. Die Bürgermeister gehörten zumeist der Parti Démocratique de Côte d’Ivoire an.